# Tiple

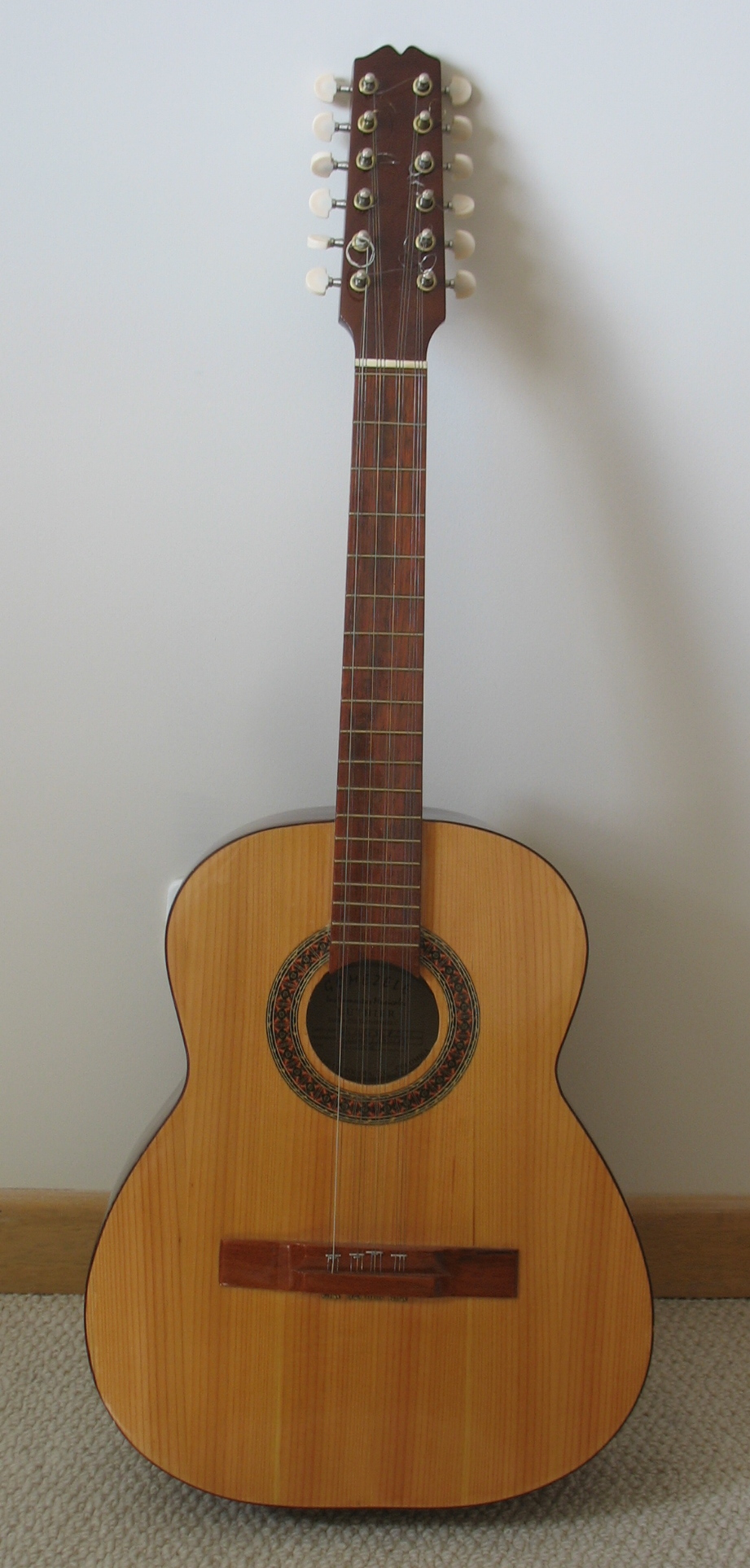
Voorzijde van een tiple

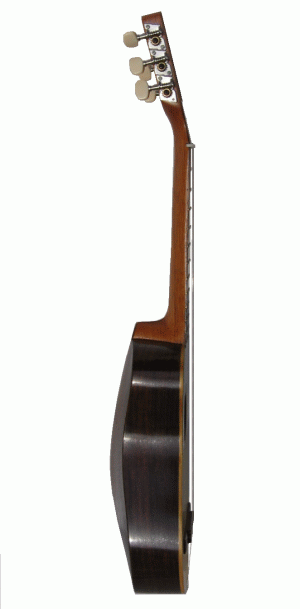
Een tiple van opzij gezien

De tiple is een snaarinstrument verwant aan de gitaar, maar wat kleiner.  De tiple komt voor in Spanje en in verschillende Latijns-Amerikaanse landen. Het is ook het Spaanse woord voor sopraan, en wordt in die hoedanigheid veel toegepast op muziekinstrumenten.
Vooral het Colombiaanse type geniet bekendheid.  In Colombia is de tiple bijzonder populair en geldt daar als het nationale instrument.  De Colombiaanse tiple heeft 4 groepen van 3 snaren die gestemd worden als: E, B, G, D.  De buitenste twee snaren van de drie laagste sets B, G en D worden een octaaf hoger gestemd dan de middelste.  Daardoor krijgt de Colombiaanse tiple zijn volle, zeer karakteristieke klank.
Andere typen tiples zijn te vinden in:
- Argentinië: 6 enkele snaren E, B, G, D, A, G
- Cuba: 5 dubbele snaren E, B, G, D, A
- Dominicaanse Republiek (ook tiplet genoemd): 5 dubbele stalen snaren G, D, Bb, F, C
- Peru: 4 enkele of dubbele snaren F#, B, E, A
- Puerto Rico: 5 enkele snaren E, B, G, D, A
- Uruguay (ook guitarra requinto genoemd): 6 enkele snaren B, F#, D, A, E, B
- Venezuela (ook guitarro of segunda guitarra genoemd): lijkt op de Colombiaanse maar is iets kleiner: 4 drie-dubbele of dubbele snaren die op verschillende manieren gestemd kunnen worden.